# Дзондадари, Антонио Феличе
Антонио Феличе Дзондадари (итал. Antonio Felice Zondadari; 14 января 1740, Сиена, Великое герцогство Тосканское — 13 апреля 1823, Сиена, Великое герцогство Тосканское) — итальянский куриальный кардинал и доктор обоих прав. Титулярный архиепископ Аданы с 19 декабря 1785 по 1 июня 1795. Апостольский нунций во Фландрии с 3 января 1786 по 20 марта 1789. Секретарь Священной Конгрегации Пропаганды Веры с 20 марта 1789 по 1 июня 1795. Архиепископ Сиены с 1 июня 1795 по 13 апреля 1823. Кардинал in pectore с 23 февраля 1801 по 28 сентября 1801. Кардинал-священник с 28 сентября 1801, с титулом церкви Санта-Бальбина с 23 декабря 1801 по 13 апреля 1823.